# Na Opičí řece
Na Opičí řece (1967) je dobrodružný román pro mládež od českého spisovatele Vladimíra Šustra, který se odehrává v Jižní Americe v Paraguayi. 

## Obsah románu
Hlavní hrdiny románu jsou čtrnáctiletá Rosita Trojanová a domorodý chlapec Miguel. Rosita, vypravěčka románu, je dcera českého vystěhovalce Jiřího Trojana, který se před lety přestěhoval s rodinou do Asunciónu v Paraguayi. Teď je však ve vězení za organizování stávky. Jeho rodinu neustále vyšetřuje policie, která chce odhalit člověka, který vynáší z vězení motáky a který se vydává za prodavače ptačích per. Kolem hlavních hrdinů se točí udavači a provokatéři, v románu vystupují bohatí rančeři i chudí dělníci a peóni a také Indiáni žijící v pralese. Do kontrastu se zápornými postavami staví autor lidi poctivé a statečné (jako je již zmíněný Miguel nebo pan Diaz), kteří se vždy snaží pomoci potřebným 
Jednoho dne se Rosita dozví, že z vězeňské pevnosti uprchlo pět vězňů včetně jejího otce. Pronásleduje je stíhací oddíl kapitána Barancoly, který čítá sto dvacet schopných a dobře vycvičených vojáků. Pan Diaz však Rositě a její mamince prozradí, že Barancola a prodavač ptačích per je jedna a ta samá osoba, takže uprchlíkům žádné nebezpečí nehrozí. Rositin otec si však při krkolomném útěku z pevnosti zlomil nohu, bezmocně leží v indiánské tolderii (sídlišti) v Opičím lese na řece Pilkomážo a hrozí mu prozrazení. 
Miguel se rozhodne Rositina otce varovat, opatří si člun, ale nemůže zabránit tomu, aby se Rosita vydala na cestu do pralesa za svým otcem s ním. Tolderie je však opuštěná. Indiáni pomohli utečencům dostat se na druhý břeh řeky do Argentiny. Kromě Rositina otce, který se zlomenou nohou musel zůstat poblíž, se ostatní uprchlíci vydali dál do Uruguaye.
Miguel s Rositou se Rositiným otcem podle pokynů Indiánů vydají a netuší, že je sleduje policejní důstojník. Když se Rosita s otcem setká, policejní důstojník je chce zatknout. Miguel se mu postaví na odpor a je postřelen. Vzápětí Rositin otec policistu zastřelí. Přes veškerou snahu Miguel umírá. 